# Hans Sossna
Hans Sossna (* 13. Juli 1957) ist ein deutscher Badmintonspieler.

## Karriere
Hans Sossna gewann für seinen Heimatverein Fürstenwalde als Jugendlicher erste Medaillen bei DDR-Nachwuchsmeisterschaften. Durch Studium und Wechsel nach Dresden war er dann bei DDR-Mannschafts- und Studentenmeisterschaften erfolgreich. Nach der Wende kehrte er ins Land Brandenburg zurück.

## Sportliche Erfolge
| Saison    | Veranstaltung                        | Disziplin  | Platz | Name |
| --------- | ------------------------------------ | ---------- | ----- | --- |
| 1968/1969 | DDR-Meisterschaft AK 10/11 1968/1969 | MD         | 2     | Rainer Sperfeldt / Hans Sossna |
| 1969/1970 | DDR-Meisterschaft AK 10/11 1969/1970 | MD         | 2     | Rainer Sperfeldt / Hans Sossna |
| 1971/1972 | DDR-Meisterschaft AK 12/13 1971/1972 | MD         | 2     | Rainer Sperfeldt / Hans Sossna |
| 1975/1976 | DDR-Juniorenmeisterschaft 1975/1976  | MS         | 3     | Hans Sossna |
| 1980/1981 | DDR-Studentenmeisterschaft 1980/1981 | MD         | 1     | Andreas Benz / Hans Sossna |
| 1979/1980 | DDR-Mannschaftsmeisterschaft         | Mannschaft | 3     | Lok HfV Dresden (Claus Cassens, Dieter Krompaß, Joachim Völker, Lutz Krompaß, Andreas Benz, Steffen Körbitz, Hans Sossna, Monika Cassens, Angelika Neubert, Dagmar Friedrich) |
| 1980/1981 | DDR-Mannschaftsmeisterschaft         | Mannschaft | 2     | Lok HfV Dresden (Andreas Benz, Steffen Körbitz, Dieter Krompaß, Hans Sossna, Joachim Völker, Claus Cassens, Monika Cassens, Angelika Neubert, Dagmar Friedrich)               |
| 1982/1983 | DDR-Mannschaftsmeisterschaft         | Mannschaft | 2     | Lok HfV Dresden (Andreas Benz, Claus Cassens, Joachim Völker, Steffen Körbitz, Michael Huber, Dieter Krompaß, Hans Sossna, Monika Cassens, Dagmar Friedrich)                  |
| 1982/1983 | DDR-Studentenmeisterschaft 1982/1983 | MD         | 1     | Andreas Benz / Hans Sossna |
| 1983/1984 | DDR-Mannschaftsmeisterschaft         | Mannschaft | 2     | Lok HfV Dresden (Andreas Benz, Steffen Körbitz, Hans Sossna, Joachim Völker, Claus Cassens, Dieter Krompaß, Sven Hauswald, Monika Cassens, Birgit Harder, Monika Geier)       |
| 1990/1991 | Brandenburgmeisterschaft 1990/1991   | MD         | 3     | Udo Wolff / Hans Sossna |
| 1992/1993 | Brandenburgmeisterschaft 1992/1993   | MD         | 3     | Udo Wolff / Hans Sossna |
| 1995/1996 | Brandenburgmeisterschaft 1995/1996   | MD         | 3     | Detlef Buchholz / Hans Sossna |